# Territórios ocupados da Geórgia

Em rosa, a Abcázia e a Ossétia do Sul, dentro das fronteiras oficialmente reconhecidas (em preto) pela Geórgia (amarelo claro).

Territórios ocupados da Geórgia (em georgiano:  საქართველოს ოკუპირებული ტერიტორიები) é um termo administrativo na legislação georgiana para descrever as partes do território georgiano que foram ocupadas pela Rússia após a Guerra Russo-Georgiana em 2008. Consistem nas regiões da Abcásia e da Ossétia do Sul, cujo status é uma questão de disputa internacional.
A Abcázia e a Ossétia do Sul são duas regiões do Cáucaso cujo status é motivo de disputa entre a Geórgia, que as considera partes integrantes de seu território atualmente sob ocupação militar ilegal, e os governos abcázio e sul-osseta, apoiados pela Rússia - que, desde 2008, reconhece a Abcázia e a Ossétia do Sul como países independentes. A Geórgia e países aliados, assim, consideram as duas regiões "territórios ocupados da Geórgia", enquanto a Rússia e outros três países (Venezuela, Nicarágua e Vanuatu) reconhecem oficial e diplomaticamente os territórios como países independentes ("República da Abcázia" e "República da Ossétia do Sul").
A maioria da comunidade internacional - incluídos Portugal, o Brasil e os demais países lusófonos - não reconhecem oficialmente a Abcázia e a Ossétia do Sul como países ou Repúblicas independentes, mas tampouco as reconhece oficialmente como "territórios ocupados pela Rússia". 

## Histórico
Os governos locais das duas regiões (abcázios e sul-ossetas) haviam declarado a independência das duas autoproclamadas repúblicas no início da década de 1990, ao mesmo tempo em que a própria Geórgia se proclamava um novo país, independente da então União Soviética.
Em 2008, agressões mútuas (principalmente entre georgianos e ossetas) levaram a um confronto militar, no qual a Rússia oficialmente ingressou, declarando guerra à Geórgia sob a justificativa de precisar proteger a população russa residente na Ossétia do Sul.
Findo o conflito, as tropas georgianas recuaram, voltando o estado das coisas à situação anterior - com a exceção de que, então, o governo russo passou a reconhecer oficialmente a Abcázia e a Ossétia do Sul como países independentes.
Em 23 de outubro de 2008, o Presidente da Geórgia sancionou lei elaborada pelo Parlamento georgiano intitulada "Lei da Geórgia sobre Territórios Ocupados", com vistas a criminalizar o ingresso de cidadãos de terceiros países na Abcázia e na Ossétia do Sul (ou em suas águas territoriais) sem permissão prévia do Governo georgiano. Por "territórios ocupados da Geórgia", a referida Lei explicitou estar-se tratando dos territórios da República Autônoma da Abcázia, da "Região de Tskhinvali" (denominação oficial do Governo georgiano para a Ossétia do Sul; Tskhinvali é o nome da capital sul-osseta), bem como as águas no Mar Negro "ao longo da fronteira da Geórgia com a Federação da Rússia, ao sul do rio Psou, até a fronteira administrativa no estuário do rio Engury", enfatizando ainda que a expressão incluiria também todo o espaço aéreo sobre os territórios mencionados.
A referida lei georgiana determina ser ilegal e passível de punição qualquer atividade econômica ou comercial empreendida nos "territórios ocupados" da Abcázia e da Ossétia do Sul; bem como toda movimentação de pessoas que entrem ou saiam de qualquer uma das duas regiões sem autorização das autoridades migratórias georgianas.
Atualmente, 20% do território que aparece na maioria dos mapas mundiais como pertencente à Geórgia - ou seja, uma quinta parte do país - encontra-se totalmente fora de qualquer controle por parte dos georgianos, sendo, na prática, governadores de facto pelas autoridades abcázias e sul-ossetas, como sendo a Abcázia e a Ossétia do Sul dois países independentes.
O governo central georgiano, porém, considera as duas regiões como militarmente ocupadas pela vizinha Rússia. O governo dos EUA, aliado da Geórgia, publicou em 2011 relatório segundo o qual, além de apoiadas por vários milhares de soldados russos, os governantes de facto da Abcázia e da Ossétia do Sul estariam restringindo direitos dos georgianos étnicos residentes nas duas regiões, inclusive em alguns casos o direito de retornarem à Abcázia e à Ossétia do Sul, a menos - segundo o relatório - que ditos cidadãos georgianos abrissem mãos de seus passaportes georgianos. 

## Situação atual

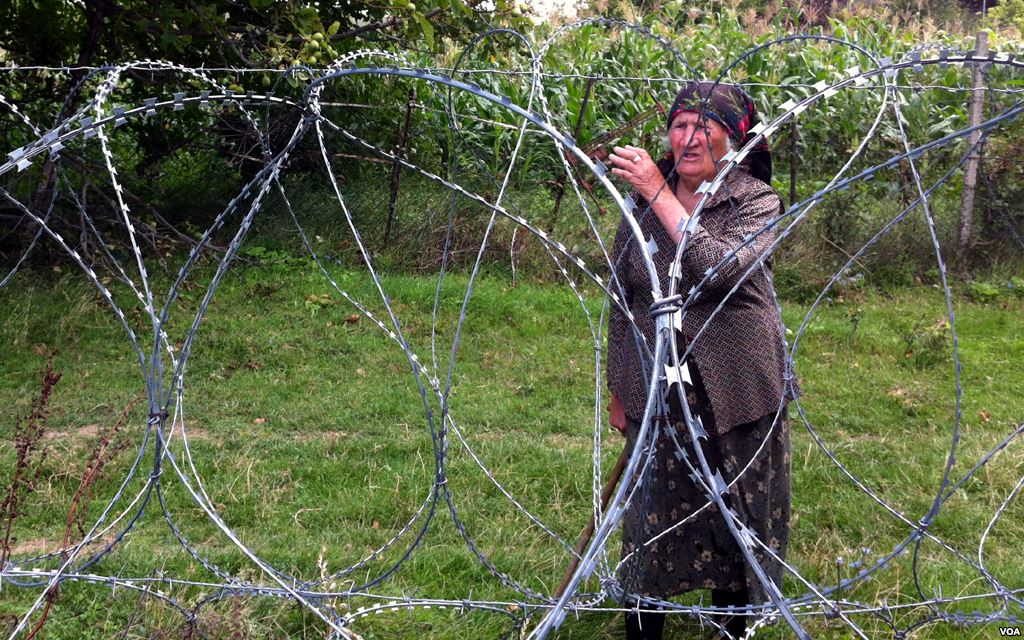
Cidadã georgiana fica para trás de cerca de contenção de arame farpado instalada ao longo de parte de fronteira disputada entre a Geórgia e a Ossétia do Sul, em setembro de 2013

Em agosto de 2009, suposto projeto das autoridades da Ossétia do Sul (com apoio russo) de cercar toda a fronteira disputada com a Geórgia com cercas de arame farpado teriam sido iniciados, próximo da cidade georgiana de Kveshi, mas teriam voltado atrás e removido as primeiras cercas instaladas apenas dias mais tarde. Em 2011 novamente se teria iniciado a construção de cercas separando o território sob controle sul-osseta do território controlado pela Geórgia, mas novamente o projeto teria sido rapidamente suspenso.

O processo de demarcação física, com cerca, de separação do território da Ossétia do Sul do da Geórgia teria sido retomado em 2013, segundo denúncias do governo georgiano. Ainda segundo o governo georgiano, a situação estaria se restringindo ao "território ocupado" da Ossétia do Sul, não havendo qualquer movimentação similar no outro suposto território ocupado georgiano, o da Abcázia. Segundo os georgianos, isso se daria porque os limites da Abcázia já seriam naturalmente delimitados, como sempre haviam sido (mesmo administrativamente, dentro da Geórgia), pelo rio Enguri, que separa, como um marco limítrofe natural, a Abcázia do restante da Geórgia. Ainda assim, segundo o governo georgiano, soldados russos estariam ocupando a Abcázia e toda a margem do rio do lado abcázio, impedindo qualquer movimentação de um lado do rio para outro e qualquer tentativa de georgianos de ingressarem no território abcázio vindos da Geórgia. 
A situação seria mais crítico no território ocupado pelas autoridades sul-ossetas, segundo a Geórgia, porque as cercas que viriam sendo instaladas estariam sendo propositadamente até mesmo além da fronteira tradicional da região da Ossétia do Sul, incorporando partes do território georgiano que antes sequer estariam sob disputa, além de em alguns casos estarem-se dividindo ao meio cidades georgianas, parcialmente ocupadas e separadas pelas cercas.
Até o fim de 2013 - sempre segundo apenas as autoridades georgianas -, mais de 40 km de cercas e/ou arame farpado teriam sido construídos pelos sul-ossetas com apoio russo.  
As autoridades russas, porém, responderam que o governo da Ossétia do Sul estaria apenas demarcando, cuidadosamente e de forma embasada, toda a fronteira que correspondera aos limites do território sul-osseta desde que tanto a Ossétia quanto a Geórgia (além da Abcázia) faziam ambas partes da União Soviética. O Ministério dos Negócios Estrangeiros russo, ademais, enfatizou serem falsas acusações de que os sul-ossetas estariam invadindo e se apossando de territórios além de seus limites tradicionais, e a Chancelaria russa chegou a ameaçar as autoridades georgianas de "graves consequências" caso as autoridades georgianas continuassem a divulgar notícias como essa, que o governo russo enfatizou serem falsas e pura "especulação com fins políticos". O Ministro do Exterior russo ainda afirmou que as cercas eram apenas temporárias, e que seriam retiradas uma vez que a tensão entre georgianos e ossetas se acalmasse. 
Em 2014, ano da Olimpíada de Inverno de Sóchi (cidade da Rússia, próxima à fronteira com a Abcázia), a Abcázia foi incluída como parte do "perímetro de segurança" (sobre o qual limitações mais rígidas de movimentação foram temporariamente impostas)  de modo a garantir a segurança dos Jogos.  Autoridades abcázias aproveitaram o momento para promover o turismo no território abcázio, tendo facilitado o processo de obtenção de vistos para ingresso de todos os turistas que tivessem adquirido ingressos para os jogos de Sóchi. As autoridades georgianas repudiaram a medida.
Em 2014, a estimativa total das cercas e arames farpados já construídos separando a Ossétia do Sul do restante da Geórgia teria supostamente subido para 50 km.